# Rumore cosmico
Il rumore cosmico o rumore radio galattico è un rumore casuale che ha origine al di fuori dell'atmosfera terrestre. Può essere rilevato e ascoltato tramite ricevitori radio.

## Descrizione
Le caratteristiche del rumore cosmico sono simili a quelle del rumore termico. Il rumore cosmico si verifica a frequenze superiori a circa 15 MHz quando le antenne altamente direzionali sono puntate verso il Sole o verso certe altre regioni del cielo come il centro della Via Lattea. Oggetti celesti come i quasar, oggetti super densi che si trovano lontano dalla Terra, emettono onde elettromagnetiche nel suo intero spettro, comprese le onde radio. Possiamo anche sentire la caduta di un meteorite grazie ad un ricevitore radio; l'oggetto che cade brucia per attrito con l'atmosfera terrestre, ionizzando i gas circostanti producendo onde radio. Anche la radiazione cosmica di fondo (CMBR) proveniente dallo spazio, scoperta da Arno Penzias e Robert Wilson, che nel 1978 hanno vinto il Premio Nobel per la fisica per questa scoperta, è una forma di rumore cosmico. Si pensa che la CMBR sia un residuo del Big Bang e pervade lo spazio in modo quasi omogeneo su tutta la sfera celeste. La larghezza di banda della CMBR è ampia, sebbene il picco sia nella gamma delle microonde.